# Izulu Lami
 (septembre 2012).
Pour plus de détails, voir Fiche technique et Distribution.
Izulu Lami (My Secret Sky) est un film sud-africain réalisé par Madoda Ncayiyana, sorti en 2008.
Il s'agit du premier long-métrage de fiction du réalisateur sud-africain.

## Synopsis
À l'âge de dix ans, Thembi et son frère de huit ans, Khwezi, perdent leur maman. Leur tante vient pour s'occuper d'eux. Malheureusement, après avoir vendu toutes les possessions de la famille, elle abandonne les enfants qui n'arrivent à sauver qu'un petit tapis zoulou que leur mère avait fait avant de mourir. Prenant leur destin en main, Thembi convainc son jeune frère de partir pour la grande ville, Durban. Là-bas, ils se retrouvent abandonnés à eux-mêmes dans la terrifiante métropole.

## Fiche technique
- Titre : Izulu Lami (My Secret Sky)
- Réalisation : Madoda Ncayiyana
- Pays d’origine : Afrique du Sud
- Production : Jeremy Nathan (DV8 Films), Vuleka Productions
- Coproduction : Julie Frederikse
- Scénario : Julie Frederikse, Madoda Ncayiyana
- Décors : Simon Joyner
- Image : Mike Downie
- Son : Warrick Sony, Rick McNamie
- Montage : Kosta Kalarytis
- Mixage : Warrick Sony
- Musique originale : Sazi Dlamini
- Genre : fiction
- Langue : zoulou, anglais
- Durée : 95 minutes
- Format : vidéo
- Distribution : DV8 Films
- Soutiens : National Film and Video Foundation (Afrique du Sud), Ster Kinekor Distribution (Afrique du Sud), South African Broadcasting Corporation (Afrique du Sud), Department of Trade and Industry (Afrique du Sud), Fonds Images Afrique (ministère français des Affaires étrangères)

## Distribution
- Sobahle Mkhabase : Thembi
- Sibonelo Malinga : Khwezi
- Tshepang Mohlomi : Chili-Bite
- Sanele Ndawo : Zozo
- Sizwe Xaba : Cookie
- Siboniso Nkosi : Survivor
- Andiswa Mkhize : Mayoyo
- Joy Mbewana : Mama
- Slindile Nodangala : Jabu
- Claddie Mpanza : Gogo
- Michael Gritten : Tony
- Israël Matseke-Zulu : Musa (crédité sous le nom de Israel Makoe)
- Peter Gardner : Father Ross
- Jabulani Mfeka : Sazi
- Themba Khumalo : Pig Hawker